# Діти Балкан
«Діти Балкан» — болгарський художній фільм 1917 року режисера Кеворка Куюмджяна. Оператор: Кеворк Куюмджян.

## Сюжет
У дитинстві Драган і Неда разом пасли отари. З часом їхня дружба переростає в кохання, і вони заручаються. Драган йде в армію. Починається Друга Балканська війна (1913), і його відправляють на фронт. Серед мобілізованих у ешелон постачання цієї ж частини є і старий Петько, з яким Неда росла сиротою. Старий Петько возить снаряди для гармат. Його маршрут пролягає через село, де він зустрічає свою онуку. Неді вдається вмовити його сховати її у візку та відвезти до Драгана. Бій точиться. Коли Неда і Старий Петко прибувають на позицію, вони виявляють, що багато гармат виведено з ладу, а солдати вбиті. Драган та ще один солдат роблять усе можливе, щоб продовжувати вогонь. Старий Петко і Неда заряджають справні гармати щойно привезеними снарядами, а Драган продовжує вести вогонь по ворогу. Атаку відбито, просування ворога стримано. Дівчина знову піднімає прапор над позицією. Піхота йде в атаку. Неда обіймає коханого, а старий Петько курить люльку, радіючи їхньому щастю. Драган отримує офіцерське звання і нагороджується військовим хрестом.

## Акторський склад
- Теодоріна Стойчева – Неда
- Крастьо Сарафов – Драган
- Йордан Міньков - Дід Петько
- Мінко Балканскі – болгарський офіцер
- Ставруда Фратева
- Петро Радоєв
- Зора Старскова
- Петро Гюров